# Eremobates icenoglei
Espèce
Eremobates icenoglei est une espèce de solifuges de la famille des Eremobatidae.

## Distribution
Cette espèce est endémique de Californie aux États-Unis,. Elle se rencontre dans le comté de Riverside vers Winchester.

## Description
Le mâle holotype mesure 19,0 mm et la femelle paratype 19,0 mm.

## Étymologie
Cette espèce est nommée en l'honneur de Wendell R. Icenogle.

## Publication originale
- Brookhart & Cushing, 2004 : The systematics of the Eremobates scaber species-group (Solifugae, Eremobatidae). Journal of Arachnology, vol. 32, no 2, p. 284-312 (texte intégral).